# Camilla Lindholm

Camilla Lindholm Borg née le  26 novembre 1974 est une triathlète et duahtlète professionnelle suédoise championne d'Europe de triathlon longue distance en 2015  et vainqueur sur compétition Ironman et Powerman.

## Palmarès
Le tableau présente les résultats les plus significatifs (podium) obtenus sur le circuit international de triathlon et de duathlon depuis 2006,.
| Année | Compétition                                        | Pays        | Position           | Temps           |
| ----- | -------------------------------------------------- | ----------- | ------------------ | --------------- |
| 2018  | Ironman Royaume-Uni                                | Royaume-Uni | Médaille d'argent  | 9 h 24 min 15 s |
| 2018  | Ironman Western Australia                          | Australie   | Médaille de bronze | 8 h 1 min 59 s  |
| 2017  | Ironman 70.3 Italie                                | Italie      | Médaille d'argent  | 4 h 24 min 28 s |
| 2015  | Championnats d'Europe de triathlon longue distance | Royaume-Uni | Médaille d'or      | 9 h 41 min 31 s |
| 2015  | Ironman Suède                                      | Suède       | Médaille d'argent  | 9 h 18 min 5 s  |
| 2014  | Ironman Suède                                      | Suède       | Médaille de bronze | 9 h 31 min 38 s |
| 2014  | Ironman Floride                                    | États-Unis  | Médaille d'argent  | 8 h 36 min 28 s |
| 2010  | Challenge Copenhague                               | Danemark    | Médaille de bronze | 9 h 26 min 55 s |
| 2007  | Kalmar triathlon                                   | Suède       | Médaille d'or      | 9 h 46 min 12 s |
| 2006  | Kalmar triathlon                                   | Suède       | Médaille de bronze | 9 h 58 min 37 s |

| Année | Compétition       | Pays     | Position           | Temps           |
| ----- | ----------------- | -------- | ------------------ | --------------- |
| 2011  | Powerman Pays-Bas | Pays-Bas | Médaille d'or      | Timing          |
| 2010  | Powerman Pays-Bas | Pays-Bas | Médaille d'or      | 3 h 6 min 27 s  |
| 2010  | Powerman Malaisie | Malaisie | Médaille d'argent  | 3 h 3 min 5 s   |
| 2010  | Powerman Zofingen | Suisse   | Médaille de bronze | 7 h 37 min 8 s  |
| 2009  | Powerman Pays-Bas | Pays-Bas | Médaille d'argent  | Timing          |
| 2009  | Powerman Zofingen | Suisse   | Médaille de bronze | 7 h 30 min 26 s |